# 소리공포증
소리공포증은 큰 소리를 두려워하는 유형의 특정 공포증이다. 또한 음성에의 두려움, 또는 누군가의 목소리에의 두려움을 의미할 수 있다. 그것은 청각과민의 증상만큼 매우 드문 공포증이다. 소리공포증은 소리에 대한 환자의 과민반응과 관련 있을 수 있으며 편두통 진단의 일부가 될 수 있다.

## 같이 보기
- 뇌공포증 – 천둥에의 공포
- 혐음증
- 공포증 목록